# Зейналов, Гасан Султан оглы
Гасан Султан оглы Зейналов (азерб. Həsən Sultan oğlu Zeynalov; род. 1 января 1951, Енгиджа, Нахичеванская АССР) — азербайджанский дипломат.

## Биография
Родился 1 января 1951 года в с. Енидже Шарурского района.
С 1967 по 1977 год окончил Азербайджанский государственный университет нефти и промышленности и Азербайджанский народнохозяйственный институт.
С 1970 по 1983 год являлся техником, инженером, главным инженером Бюро технической инвентаризации исполнительного комитета г. Баку.
С 1983 по 1986 год — начальник коммунально-хозяйственного управления исполнительного комитета Сабаильского района Баку.
С 1986 по 1992 год — главный инженер Бюро технической инвентаризации исполнительного комитета г. Баку
С 1992 по 2004 год — постоянный представитель Нахичевани в г. Баку.
15 июля 2004 года присвоен ранг чрезвычайного и полномочного посланника 1 степени.
С 15 июля 2004 по 3 мая 2010 — генеральный консул Азербайджана в г. Карс (Турция).
С 3 мая 2010 по 25 ноября 2015 — генеральный консул Азербайджана в г. Стамбул (Турция). Одновременно являлся постоянным представителем Азербайджана при ОЧЭС.
26 июля 2011 года присвоен ранг чрезвычайного и полномочного посла. 
Посол Азербайджана в Туркменистане (23 декабря 2015 — 29 августа 2023). Одновременно являлся послом Азербайджана в Афганистане (2 мая 2016 — 28 июля 2021). 

## Награды
- Орден «За службу Отечеству» II степени (9 июля 2019, за плодотворную деятельность в органах дипломатической службы Азербайджанской Республики)[13]